# Antônio Salim Curiati
Antônio Salim Curiati (Avaré, 13 de fevereiro de 1928) é um médico e político brasileiro. Foi prefeito de São Paulo, deputado federal e deputado estadual.
Filho de imigrantes libaneses (Salim Antônio Curiati e Asma Ghabi Curiati), cursou o primário no Grupo Escolar “Matilde Vieira” em Avaré. Estudou em São Paulo no Colégio Marista Arquidiocesano, na Escola Paulista de Medicina e na Santa Casa de Misericórdia, onde especializou-se em oftalmologia e otorrinolaringologia. Foi médico sanitarista e chefe do Centro de Saúde em Avaré por 13 anos.
Foi eleito deputado estadual em São Paulo pela primeira vez em 1966, deputado federal de 1987 a 1991, durante a Assembleia Constituinte que promulgou a Carta Magna de 1988. Em 2014, foi eleito para seu décimo mandato como deputado estadual, seu último cargo na política, por ter decidido aposentar-se.
Foi também prefeito de São Paulo entre 14 de maio de 1982 e 14 de março de 1983. Sem votação direta, chegou ao cargo mediante nomeação do então governador do estado Paulo Maluf, ficando conhecido como o "Prefeito do Povo".
Além disso, ocupou os cargos de Secretário Estadual da Promoção Social no Governo de Paulo Maluf entre 1979 e 1982, Secretário Municipal da Família e Bem Estar Social (1993/1994) e Secretário Municipal de Assuntos Comunitários (1995/1998).
De 1966 a 1979, foi filiado ao partido ARENA. Com a reorganização política em 1979, filiou-se ao Partido Democrático Social (PDS), que deu continuidade ao ARENA.
Em 40 anos, apresentou 483 projetos de lei, sendo o primeiro (1967) para criar a Faculdade de Engenharia de Avaré, projeto que não avançou e foi arquivado em 2017. O último foi proposto em 2017 para classificar 20 municípios como de interesse turístico, tornando-se lei em maio de 2018.
É casado com Jeannette Esper e tem cinco filhos, entre eles Antônio Salim Curiati Junior, vereador paulistano entre 1997 e 2004.